# Клуис
Клуис (њем. Kluis) општина је у њемачкој савезној држави Мекленбург-Западна Померанија. Једно је од 42 општинска средишта округа Риген. Према процјени из 2010. у општини је живјело 417 становника. Посједује регионалну шифру (AGS) 13061019.

## Географски и демографски подаци
Клуис се налази у савезној држави Мекленбург-Западна Померанија у округу Риген. Општина се налази на надморској висини од 13 метара. Површина општине износи 21,4 km². У самом мјесту је, према процјени из 2010. године, живјело 417 становника. Просјечна густина становништва износи 19 становника/km².